# دائرة فلاوسن
دائرة فلاوسن هي إحدى دوائر ولاية تلمسان عاصمتها فلاوسن. وتضم كل من بلديات فلاوسن وعين فتاح وعين الكبيرة.